# 2. ŽNL Varaždinska
2. ŽNL Varaždinska predstavlja 7. stupanj nogometnih natjecanja u Hrvatskoj na području Varaždinske županije. Ligu u sezoni 2015./16. čini 21 klub, podijeljen u 2 skupine – istok (10) i zapad (11). 

Također uz dvije skupine 2. ŽNL Varaždinske kao šesti rang postoji i 1. liga Nogometnog središta Ludbreg (koja u sezoni 2015./16. broji 13 klubova).
Prvoplasirani klubovi ulaze u viši rang –  1. ŽNL Varaždinsku, dok nema ispadanja iz 2. ŽNL Zapad i Istok, a klubovi iz 1. lige NS Ludbreg ispadaju u 2. ligu NS Ludbreg.

### Klubovi u 2. ŽNL Varaždinskoj i 1. ligi NS Ludbreg u sezoni 2015./16.
| 2. ŽNL Istok     |                                 |
| Klub             | Mjesto, (grad/općina)           |
| Beretinec        | Beretinec                       |
| Budućnost        | Vidovec                         |
| Mladost          | Varaždin                        |
| Sloboda          | Tužno, Vidovec                  |
| Mladost          | Varaždinske Toplice             |
| Polet            | Tuhovec, Varaždinske Toplice    |
| Sloboda-ŠN       | Varaždin                        |
| Trnje            | Trnovec, Trnovec Bartolovečki   |
| Udarnik 32       | Gornji Kućan, Varaždin          |
| Zagorac Kneginec | Donji Kneginec, Gornji Kneginec |

| 2. ŽNL Zapad |                       |
| Klub         | Mjesto, (grad/općina) |
| Bratstvo     | Otok Virje, Cestica   |
| Dinamo       | Babinec, Cestica      |
| Lepoglava    | Lepoglava             |
| Majerje      | Majerje, Petrijanec   |
| Nova Ves     | Nova Ves, Petrijanec  |
| Omladinac    | Jurketinec, Maruševec |
| Podravac     | Svibovec Podravski    |
| Sračinec     | Sračinec              |
| Vindija      | Donja Voća, Sračinec  |
| Vinica       | Vinica                |
| Vratno       | Vratno, Cestica       |

| 1. liga NS Ludbreg    |                                  |
| Klub                  | Mjesto, (grad/općina)            |
| Ajax Komarnica        | Komarnica Ludbreška, Sveti Đurđ  |
| Bukovčan              | Veliki Bukovec                   |
| Bukovčan '27          | Mali Bukovec                     |
| Dinamo                | Apatija, Ludbreg                 |
| Dinamo 01             | Vrbanovec, Martijanec            |
| Karlovec              | Karlovec Ludbreški, Sveti Đurđ   |
| Mladost Sigetec       | Sigetec Ludbreški, Ludbreg       |
| Novakovec             | Novakovec, Jalžabet              |
| Podravac Sesvete      | Sesvete Ludbreške, Sveti Đurđ    |
| Poljoprivednik Kapela | Kapela Podravska, Veliki Bukovec |
| Radnički              | Hrženica, Sveti Đurđ             |
| Razvitak              | Čičkovina, Martijanec            |
| Struga-Rovokop        | Struga, Sveti Đurđ               |

## Poveznice
- 1. ŽNL Varaždinska
- 2. liga NS Ludbreg
- ŽNS Varaždin  Arhivirana inačica izvorne stranice od 1. studenoga 2015. (Wayback Machine)
- NS Ludbreg  Arhivirana inačica izvorne stranice od 4. listopada 2015. (Wayback Machine)